# 折戸川 (愛知県)
折戸川（おりどがわ）は、愛知県日進市を流れる天白川水系の普通河川。ホタルの名所として知られる。河川コードは2300520005。

## 地理
天白川の一次支川。愛知県日進市栄の調整池に源を発し、支流を集めながら北上、天白川に合流する。流域面積は約2.63平方キロメートル。一部流路では桜並木や堤防が整備されている。

### 名称の由来
『折戸』という地名は、中世末には『下津』と表記され、周辺の地形から崖下（下所）の意ではないかとされている。折戸川の名は少なくとも江戸時代からは存在し、尾張藩の編纂した『愛知郡村邑全図』にもその名が記されている。戦前には野方川とも呼ばれた。

### 流域の周辺施設
史跡
- 旧市川家住宅 - かつての庄屋の住宅[8][9]。支川井田川の付近に存在する。
- 聖人塚（しょうねづか） - 現在でもほぼ原形を保っている[10]。ここには、「その昔、ある僧が『音がしなくなったら入定したと思ってくれ』と言い残して生きながら土の中に入った」という伝説がある[11]。支川井田川の付近に存在する。
- 吹上城 - 現存しない。岩崎丹羽氏の居城で、1471年（文明3年）築城。後に折戸城に移転し、廃城となった[12]。
- 折戸城 - 現存しない。岩崎丹羽氏の居城。後に本郷城に移転し、廃城となった[12]。旧市川家住宅（2017年（平成29年）12月12日）

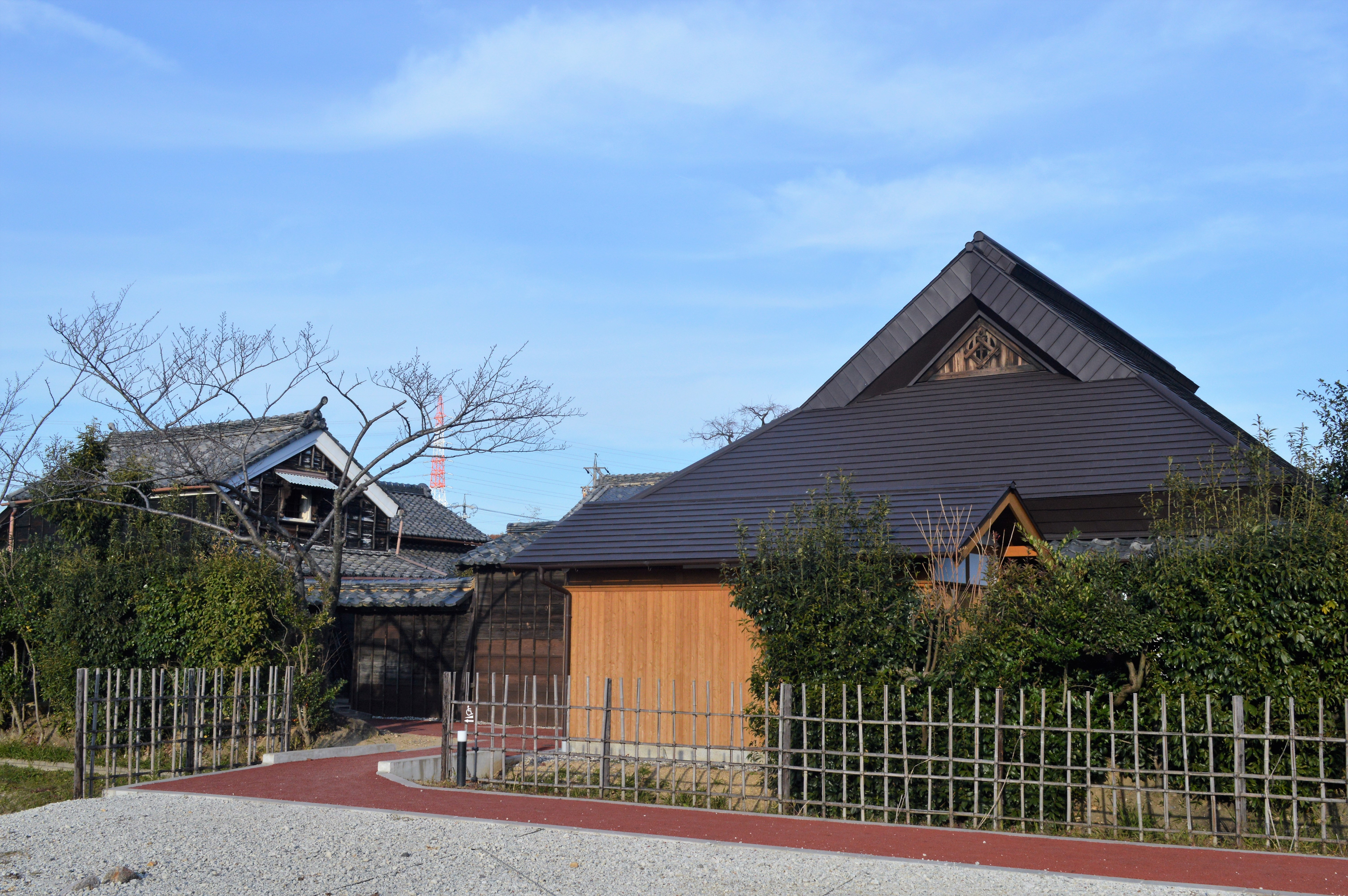
旧市川家住宅（2017年（平成29年）12月12日）

その他
- 神明社
- 日進郵便局
- 野方三ツ池公園
- 折戸町公民館
- 折戸平和公園
- 日進栄郵便局
- 日進駅

## 自然

### 水環境
折戸川はその全域でコンクリート護岸が整備されている。現在では『身近に水に親しむことができる場所』としての整備も検討されており、2017年（平成29年）の護岸工事では元の環境に近づけるような配慮がなされた。
折戸川の水質は高度経済成長期には悪化していたが、現在では下水処理が進み、ある程度改善されている。ポイ捨てが問題となっており、定期的に清掃活動が行われている。

### 生物
魚類ではオイカワやコイ、節足動物ではアメリカザリガニ、シオカラトンボ、アオハダトンボなどの生息が確認されている。また、再導入による野生復帰生物としては、ゲンジボタルや軟体動物のカワニナなどが生息している。
過去には日進市により折戸川の水生生物を調査するイベントも行われている。

#### ホタル
ホタルはかつて日進市の各所で見ることができたが、水質の悪化などにより減少、一時期日進市内では絶滅していた。しかし、「ホタルを再び日進に飛ばしたい」と思う地元住民により2004年（平成16年）に『折戸川にホタルを飛ばそう会』が発足。折戸川に注ぐ藤塚用水と福豊西用水を『ホタルの里（折戸川ホタルの里）』として整備、ゲンジボタルの幼虫やヘイケボタルの幼虫、カワニナなどの放流活動や折戸川の清掃活動を行い、2016年（平成28年）にはホタルが自然発生するほどにまでなった。
『折戸川にホタルを飛ばそう会』は現在でも活動が続けられており、日進市の小学校では折戸川のホタルに関する環境学習も行われている。

## 主な支川

### 井田川
折戸川の支川。日進市藤塚に源を発し、北上して野方三ツ池公園、聖人塚の付近を流れ折戸川に合流する。ほとんどの区間は暗渠化されている。普通河川である。

#### 橋梁
下流から順に記載する。
- 井田橋

### その他
いずれも小規模な流れである。
- 福豊西用水[27] - 『ホタルの里』として2004年（平成16年）に命名された。
- 藤塚用水[16] - 『ホタルの里』として2004年（平成16年）に命名された。

## 橋梁
下流から順に記載する。
- 稲荷橋
- 野方新橋人道橋
- 野方新橋
- 新田橋
- 野方橋
- 折戸西橋
- 新切橋
- 一本橋
- 孫三橋
- 折戸新橋